# Paul Vunak
Paul Vunak (Pittsburgh, octubre de 1960 - en actividad) es un artista marcial, famoso por ser el creador del método de combate PFS (Progressive Fighting System).
A la edad de 7 años comienza a interesarse en las artes marciales. A 10 años se entrena duramente en el taekwondo, recibiendo el cinturón negro a los 14 años. En los años siguientes se entrena en muchas disciplinas, entre ellas en kenpo, diversos estilos de Kung Fu y Kali Escrima, hasta llegar al Jeet Kune Do (JKD), bajo la guía del más famoso alumno de Bruce Lee, Dan Inosanto. En el 1988 recibe el grado de Senior Full Instructor por parte de si-fu Inosanto, y comienza a enseñar su propia interpretación del arte del JKD, bajo el nombre de PFS.